# إزيكيل بالوميكي
إزيكيل بالوميكي (بالإسبانية: Ezequiel Palomeque) (7 أكتوبر 1992 كيبدو كولومبيا - ) هو لاعب كرة قدم كولومبي يلعب كمدافع لعب سابقاً في نادي الرائد.

## روابط خارجية
إزيكيل بالوميكي على موقع قاعدة بيانات كرة القدم.إي يو (الإنجليزية)
- إزيكيل بالوميكي على موقع Soccerway.com (الإنجليزية)